# 8. armádní sbor (rakousko-uherská armáda)
8. armádní sbor rakousko-uherské armády byl na přelomu 19. a 20. století jedním ze dvou sborů c. k. vojska umístěného v Čechách se sídlem v Praze. 

## Historie

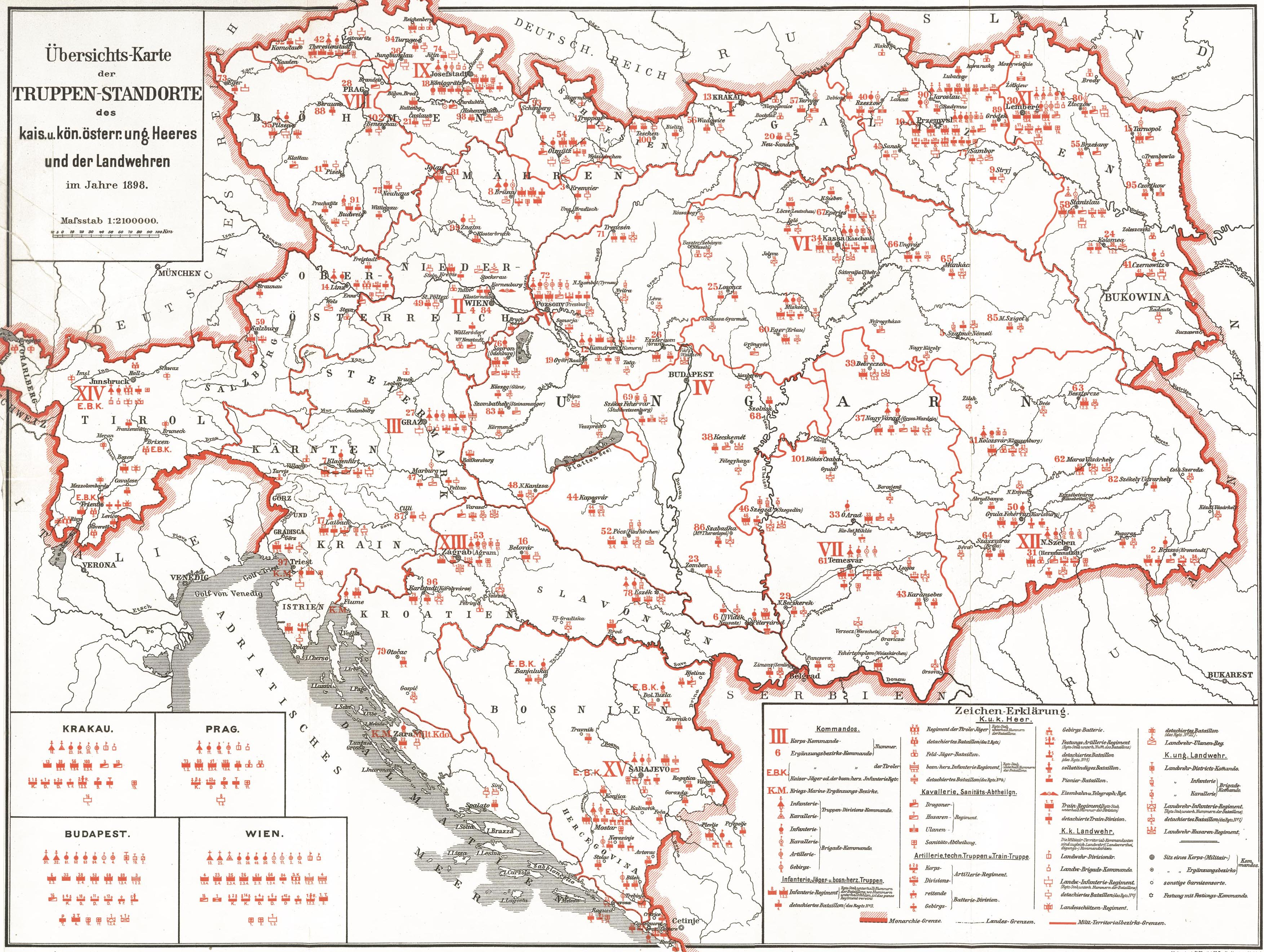
Územní rozdělení působnosti rakousko-uherských armádních sborů v roce 1898

8. armádní sbor (8. Korpskommando) vznikl v roce 1883 reorganizací rakousko-uherské armády rozdělením zemského velitelství v Čechách do dvou armádních sborů (druhým českým sborem byl 9. sbor v Josefově). Osmý armádní sbor byl umístěn v Praze, velení sídlilo v Lichtenštejnském paláci na Malé Straně, kde bylo již předtím sídlo zemského velitelství v Čechách. Pod pražský armádní sbor patřila 9. pěší divize v Praze, 19. pěší divize v Plzni, 1. jezdecká brigáda v Pardubicích a 8. dělostřelecká brigáda v Praze. Doplňovacími okresy byly Benešov, Beroun, České Budějovice, Cheb, Jindřichův Hradec, Písek, Plzeň a Praha. Do kompetencí sboru patřily také posádkové a útvarové nemocnice v Praze, Brandýse nad Labem, Českých Budějovicích, Jindřichově Hradci a Plzni. Dále ke sboru patřily posádkové věznice v Českých Budějovicích, Plzni a Praze. 
Za první světové války byl 8. armádní sbor zařazen do armády generála Oskara Potiorka určené pro invazi do Srbska. Na Balkáně se sbor podílel na dobytí Bělehradu a obsazení Černé Hory. V roce 1916 byl sbor převelen na italskou frontu, kde byl podřízen vrchnímu velení arcivévody Evžena. Po Brusilovově ofenzívě byl sbor přeložen na východní frontu, kde byl v bojích proti ruským vojskům zcela rozprášen a jeho velitel Scheuchenstuel v nemilosti odvolán. Nově zformované jednotky pod názvem 8. armádního sboru obdržely nové velení a do konce války se zúčastnily bojů v Karpatech.

## Velitelé 8. armádního sboru
- 1883–1889 polní zbrojmistr Josip baron Filipović von Philippsberg[4]
- 1889–1899 polní zbrojmistr Philipp hrabě von Grünne
- 1899–1904 polní zbrojmistr Ludwig Fabini
- 1904–1908 polní zbrojmistr Hubert baron von Czibulka
- 1908–1912 polní zbrojmistr Albert baron von Koller
- 1912–1914 generál jezdectva Arthur baron Giesl von Gieslingen
- 1914–1916 polní zbrojmistr Viktor von Scheuchenstuel
- 1916–1918 polní zbrojmistr Siegmund hrabě von Benigni
- 1918 generál pěchoty Emmerich Hadfy von Livno